# Taça dos Campeões do Minho
A Taça dos Campeões do Minho é uma competição de futebol organizada pela Associação de Futebol de Braga e pela AF Viana do Castelo disputada entre os vencedores da Divisão Pró-Nacional da AF Braga e os vencedores da Primeira Divisão da AF Viana do Castelo desde a época 2013–14.
A primeira edição teve lugar a 20 de Outubro às 15:00 em Vila Verde, onde o Valenciano (AF Viana do Castelo) venceu o Ninense (AF Braga).

## Vencedores
| Ed | Ano  | Campeão              | Resultado    | Vencido                 | Ref    |
| -- | ---- | -------------------- | ------------ | ----------------------- | ------ |
| 1ª | 2013 | Valenciano (VC)      | 1-1 (4-2 gp) | Ninense (Br.)           |        |
| 2ª | 2014 | Santa Eulália (Br.)  | 1-1 (6-5 gp) | Cerveira (VC)           | [ 3 ]  |
| 3ª | 2015 | Torcatense (Br.)     | 1-0          | Neves (VC)              | [ 4 ]  |
| 4ª | 2016 | Merelinense (Br.)    | 1-0          | Ponte da Barca (VC)     | [ 5 ]  |
| 5ª | 2017 | Arões (Br.)          | 2-2 (4-2 gp) | Atlético dos Arcos (VC) | [ 6 ]  |
| 6ª | 2018 | Maria da Fonte (Br.) | 1-0          | AD Limianos (VC)        | [ 7 ]  |
| 7ª | 2019 | Berço (Br.)          | 0-0 (7-6 gp) | Cerveira (VC)           | [ 8 ]  |
| 8ª | 2022 | Duminense (Br.)      | 1-1 (5-4 gp) | Monção (VC)             | [ 9 ]  |
| 9ª | 2023 | Ribeirão (Br.)       | 3-2          | AD Limianos (VC)        | [ 10 ] |

| Associação          | Vit. |
| ------------------- | ---- |
| AF Braga            | 8    |
| AF Viana do Castelo | 1    |